# Coelospermum volubile
Coelospermum volubile är en måreväxtart som först beskrevs av Elmer Drew Merrill, och fick sitt nu gällande namn av Jan Thomas Johansson. Coelospermum volubile ingår i släktet Coelospermum och familjen måreväxter. Inga underarter finns listade i Catalogue of Life.